# 島田浩司
島田 浩司（しまだ こうじ、1961年 - ）は、日本の実業家。事業開発研究所株式会社代表取締役社長。プロデューサーコンサルタント講師。

## 来歴
KOJI　SHIMADA
岛田浩司　　　　　　　　　　　　　　　
大学卒業後の1983年、株式会社ワールドへ入社。
営業・生産・仕入・企画を行う。
その後、財団法人ファッション産業人材育成機構（IFI ビジネススクール）に出向。
出向解除後は、新規事業開発部に所属。

2003年、株式会社ワールドを退社。
服飾開発研究所を設立。所長に就任。

2007年3月8日（国際女性デー）にIbD事業開発研究所株式会社を設立し、代表取締役に就任した。
日本を中心に、中国、韓国、台湾、シンガポール、タイ、インドとアジア圏で、ファッションビジネス～ビューティ～飲食までの事業開発、コンサルティング、教育を行なう。
ファッション業界の特徴である「時代性・市場性・客層・デザイン・マーチャンダイジング・価格」をベースにマーケティングとインターネットを駆使し、他業種を含め、新しいコミュニケーションを切り口にビジネスモデルを創造し、マルチチャネルを駆使するアジアの事業開発プロデューサー。